# Guitar Hero III Mobile
Guitar Hero III Mobile è un gioco per cellulari studiato appositamente da MachineWorks NorthWest per conto di Activision.

## Modalità di gioco
Il gioco ripropone il gameplay tipico della serie di Guitar Hero ponendo l'obiettivo di suonare le note premendo i tasti corrispondenti a tempo. In questo caso, invece di premere i tasti sul manico di un controller si preme i tasti del proprio cellulare. Questa versione "ridotta" ne prevede solo tre ed equivalgono ai tasti "4", "5" e "6" del tastierino numerico.
Le canzoni sono divise in 4 set comprendenti ognuna un bis; esattamente come nella serie principale il procedimento nella carriera permetterà di sbloccare nuovi oggetti e personaggi.

## Soundtrack
Il gioco è composto da 15 canzoni prese dai vari capitoli per console e gode di 3 nuove canzoni rese disponibili ogni mese il cui totale ha già superato la cinquantina di unità nell'arco del primo anno di vita del titolo.
Qua di seguito la tracklist del gioco:
Fraseggi introduttivi
- Black Magic Woman - Santana
- Woman - Wolfmother
- Miss Murder - AFI
- Suck My Kiss - Red Hot Chili Peppers
- School's Out - Alice Cooper

Canzoni scalda-amplificatore
- Hit Me with Your Best Shot - Pat Benatar
- You Really Got Me - Van Halen
- Strutter - Kiss
- Cherub Rock - Smashing Pumpkins
- Trippin' on a Hole in a Paper Heart - Stone Temple Pilots

Canzoni strizza-corde
- Monsters - Matchbook Romance
- Shout at the Devil - Mötley Crüe
- Paranoid - Black Sabbath
- Jessica - The Allman Brothers Band
- Rock You Like a Hurricane - Scorpions